# Airborne Express
Airborne Express fue una compañía de entrega urgente y aerolínea de carga. Con sede en Seattle, Washington, su centro de operaciones estaba en Wilmington, Ohio. Airborne se fundó como la Asociación de Tráfico de Flores Aerotransportadas de California en 1946 para volar flores desde Hawái hasta el territorio continental de EE. UU. Airborne Express Inc. fue adquirida por DHL en 2003. Antes de la adquisición, se convirtió en la tercera compañía privada de entrega urgente más grande en los Estados Unidos, detrás de Federal Express (FedEx Express) y United Parcel Service (UPS).

## Historia
El crecimiento durante los primeros 22 años de Airborne fue lento. El progreso llegó lentamente y la competencia fue dura. Pero en 1968, la aerolínea comenzó a experimentar algunos cambios. La compañía Air Cargo Equipment Corporation desarrolló y patentó un contenedor estrecho especial, conocido más tarde en la industria como el contenedor "C" (en referencia a su forma C), que permitió el uso más eficiente del espacio dentro de grandes aviones a reacción. Los contenedores también eliminaron la necesidad de modificar las puertas de carga, ahorrando así a cualquier compañía de transporte aéreo que los usara, sumas sustanciales de dinero. Parece que alrededor de este tiempo, al principio, que Airborne comenzó a usar los contenedores más eficientes. Conocido en ese momento como Airborne of California, la compañía se fusionó con Pacific Air Freight de Seattle. La aerolínea recién formada trasladó su sede al norte de Seattle y cambió su nombre a Airborne Freight Corporation. Este era el nombre que mantuvieron hasta 1980.

## Crecimiento entre 1980-2008
- 1980: La aerolínea cambió su nombre a Airborne Express Inc. después de comprar Midwest Air Charter. Airborne Express hizo historia al comprar la Base de la Fuerza Aérea del Condado de Clinton en Wilmington, y se convirtió en la primera aerolínea en la historia en poseer y operar un aeropuerto. También se compraron varias conversiones de carga de turbohélice bimotor NAMC YS-11. A partir de ese momento, Wilmington Ohio se convirtió en el principal centro de clasificación de carga de la compañía.

- 1988: Airborne comenzó a ofrecer entregas el mismo día después de comprar Sky Courier (ahora DHL SameDay), así como de firmar contratos con otros contratistas de logística privados, en cada ciudad donde operaban una oficina. Los vehículos (en su mayoría furgonetas), y los conductores empleados por estas compañías contratadas, estaban equipados con los colores y uniformes de los colores Airborne rápidamente reconocibles: gris, rojo y negro. Alrededor de este tiempo, Airborne Express ofreció un servicio de paquete de segundo día menos costoso, que se inspiró en el servicio de paquetería de segundo día de Federal Express o "P2" (prioridad dos).

- 1991: Airborne recibió premios de tres compañías importantes, incluida Volvo, y en 1992, la aerolínea presentó Flight-Ready SM, un sistema de cartas prepagas express y Express Pack.

- 1993: Airborne introdujo el Airborne Logistics System (ALS), que proporcionó a Airborne servicios de almacenamiento y distribución.

- 1994: Airborne abrió la División de Servicios Oceánicos y, junto con ALS, ayudó a establecer el primer nuevo programa de distribución de películas para laboratorios Technicolor desde 1944. Además, se establecieron relaciones con Vietnam.

- 1995: Airborne abrió una segunda pista en Wilmington, y se agregaron aviones Boeing 767 a la flota. Airborne Alliance Group se hizo cargo de muchos departamentos de la empresa.

- 1996: Las acciones de Airborne se triplicaron, lo que más tarde llevaría a una división de dos por una en febrero de 1998. Ese año se formaron los Servicios de Corretaje de Airborne.

- 1998: Airborne entró en la lista Fortune 500 por primera vez. El primero de los 30 Boeing 767 de Airborne llegó a Wilmington, y la aerolínea ganó un premio de The Business Consumer Guide.

- 1999: Airborne @ Home, una alianza con el Servicio Postal de los Estados Unidos, se formó.

- 2000: Carl Donaway se convirtió en el nuevo presidente de la compañía, lo que condujo a muchos cambios gerenciales. También ese año, Airborne comenzó un servicio terrestre por primera vez en su historia.

- 2001: Airborne Express lanzó el servicio de entrega terrestre y el servicio de entrega a las 10:30 a. m. Airborne.com lanzó algunos servicios propios, incluidos Small Business Center y Airborne eCourier.

- 14 de agosto de 2003: los accionistas de Airborne aprobaron la adquisición de Airborne Inc. por DHL de Bruselas, Bélgica. DHL es 100% propiedad de Deutsche Post World Net. La adquisición se hizo efectiva al día siguiente. DHL retuvo la propiedad de las operaciones terrestres de Airborne y escindió sus operaciones aéreas como ABX Air, Inc.

- 10 de noviembre de 2008: la compañía de entrega global DHL anunció que eliminará 9.500 empleos a medida que interrumpa las operaciones aéreas y terrestres dentro de los Estados Unidos. DHL dijo que su DHL Express continuará operando entre los Estados Unidos y otras naciones. Pero la compañía dijo que dejaría los servicios aéreos y terrestres "solo domésticos" dentro de los Estados Unidos antes del 30 de enero "para minimizar las incertidumbres futuras". Los 9.500 recortes de empleos de DHL se suman a las 5.400 reducciones de empleos anunciadas a principios de este año. Después de estas pérdidas de empleo, entre 3.000 y 4.000 empleados permanecerán en las operaciones de DHL en los EE. UU., Dijo la compañía. La compañía también dijo que estaba cerrando todos los centros terrestres y reduciendo su número de estaciones a 103 de 412.

## Incidentes y accidentes
Airborne Express ha experimentado siete accidentes, de los cuales seis fueron pérdidas de casco y dos resultaron en muertes.
- El 11 de junio de 1979, un De Havilland Dove operado por Midwest Air Charter en nombre de Airborne Express realizó un aterrizaje de panza en el Aeropuerto Internacional St. Louis Lambert. Ambos miembros de la tripulación sobrevivieron, pero el avión sufrió daños irreparables y se dio de baja.

- El 19 de junio de 1980, un Sud Aviation Caravelle VI-R realizó un aterrizaje forzoso en el Aeropuerto Municipal de Atlanta (ahora Aeropuerto Internacional Hartsfield-Jackson de Atlanta), causando el colapso de su tren de aterrizaje principal izquierdo. El avión fue atrapado en la estela turbulenta de un Lockheed L-1011 TriStar. Los cuatro ocupantes (tres miembros de la tripulación y un pasajero) a bordo sobrevivieron. El avión sufrió daños irreparables y se dio de baja.

- El 5 de febrero de 1985, un McDonnell Douglas DC-9-15 se estrelló después del despegue del aeropuerto internacional de Filadelfia. Ambos pilotos a bordo sobrevivieron, pero el avión sufrió daños sustanciales y fue dado de baja.

- El 20 de agosto de 1987, el vuelo 124 de Airborne Express, un McDonnell Douglas DC-9-31, volvía a gravar la pista 09/27 en el aeropuerto internacional de Stewart durante el deterioro de las condiciones climáticas, cuando un Emery Worldwide (operando como Rosenbalm Aviation Flight 74) Douglas DC-8-63F, aterrizó en la misma pista sin autorización, la cola del DC-9 fue golpeada por el ala del DC-8. No hubo víctimas mortales y ambos aviones fueron reparados y devueltos al servicio.

- El 29 de enero de 1990, un Cessna 208 se estrelló después del despegue del aeropuerto internacional de Burlington. El piloto y el pasajero, los únicos ocupantes del avión murieron. Este fue el primer accidente fatal para Airborne Express. El accidente fue causado por una sobrecarga de la aeronave y un error del piloto debido a que la aeronave no se descongeló antes del despegue.

- El 6 de marzo de 1992, un NAMC YS-11A que operaba un vuelo de entrenamiento sufrió daños irreparables y se dio de baja cuando aterrizó de panza en el Wilmington-Airborne Airpark después de que la tripulación olvidara accidentalmente bajar el tren de aterrizaje. Los tres miembros de la tripulación a bordo sobrevivieron.

- El 22 de diciembre de 1996, el vuelo 827 de Airborne Express, un Douglas DC-8-63F, se estrelló en Narrows, Virginia, mientras realizaba un vuelo de prueba. Las seis personas a bordo murieron. Este es el accidente más mortal de la aerolínea.